# NGC 2320
NGC 2320 est une galaxie elliptique située dans la constellation du Lynx. NGC 2320 été découverte par l'astronome germano-britannique William Herschel en 1790.

## Caractéristiques
Sa vitesse par rapport au fond diffus cosmologique est de 6 020 ± 16 km/s, ce qui correspond à une distance de Hubble de 88,8 ± 6,2 Mpc (∼290 millions d'al).
À ce jour, 14 mesures non basées sur le décalage vers le rouge (redshift) donnent une distance de 85,371 ± 21,619 Mpc (∼278 millions d'al), ce qui est à l'intérieur des valeurs de la distance de Hubble.

## Supernova
La supernova SN 2000B a été découverte dans NGC 2320 le 11 janvier 2000 par l'astronome amateur français Pierre Antonini à l'observatoire de Bédoin. Cette supernova était de type Ia.